# Kirke Helsinge Sogn
Kirke Helsinge Sogn er et sogn i Kalundborg Provsti (Roskilde Stift). 
I 1800-tallet var Drøsselbjerg Sogn anneks til Kirke Helsinge Sogn. Begge sogne hørte til Løve Herred i Holbæk Amt. Kirke Helsinge-Drøsselbjerg sognekommune blev ved kommunalreformen i 1970 indlemmet i Gørlev Kommune, der ved strukturreformen i 2007 indgik i Kalundborg Kommune.
I Kirke Helsinge Sogn findes Kirke Helsinge Kirke. Reersø Kirke blev i 1904 indviet som filialkirke til Kirke Helsinge Kirke. Reersø blev et kirkedistrikt i Kirke Helsinge Sogn. I 2010 blev Reersø Kirkedistrikt udskilt som det selvstændige Reersø Sogn.
I sognet findes følgende autoriserede stednavne:
- Dalby (bebyggelse)
- Dalby By (bebyggelse, ejerlav)
- Dalby Hals (bebyggelse)
- Dalby Strand (bebyggelse)
- Engvang (bebyggelse)
- Halshuse (bebyggelse)
- Kirke Helsinge (bebyggelse)
- Kirke Helsinge By (bebyggelse, ejerlav)
- Landerne (bebyggelse)
- Mullerup Strand (bebyggelse)
- Musholm (areal)
- Ornum (bebyggelse)
- Reersø (areal, bebyggelse)
- Reersø By (areal, bebyggelse, ejerlav)
- Skiften (bebyggelse)
- Vinde Helsinge (bebyggelse)
- Vinde Helsinge By (bebyggelse, ejerlav)